# Chaetocnema texana
Chaetocnema texana är en skalbaggsart som beskrevs av George Robert Crotch 1873. Chaetocnema texana ingår i släktet Chaetocnema och familjen bladbaggar. Inga underarter finns listade i Catalogue of Life.